# Угода про збереження малих китоподібних Балтійського, північно-східної Атлантики, Ірландського та Північного морів
Уго́да про збере́ження мали́х китоподі́бних Балті́йського, півні́чно-схі́дної Атла́нтики, Ірла́ндського та Півні́чного морі́в — юридично обов'язкова для держав-учасниць регіональна міжнародна угода про захист усіх видів зубатих китоподібних, за винятком кашалота, у холодних морях Північної Європи. Документ прийнятий в рамках Програми ООН з довкілля як частина Боннської конвенції про мігруючі види тварин, спочатку під назвою «Угода про збереження малих китоподібних у Північному та Балтійському морях», а 3 лютого 2008 року набула чинності поправка, якою розширено територію угоди та відповідно змінено назву на «Угоду про збереження малих китоподібних Балтійського, північно-східної Атлантики, Ірландського та Північного морів».